# Yoda
Yoda (/ˈjoʊdə/) là một nhân vật hư cấu xuất hiện trong Star Wars được sáng tạo bởi George Lucas, lần đầu xuất hiện trong phim Đế chế phản công. Trong bộ ba gốc, ông huấn luyện Luke Skywalker để trở thành một Hiệp sĩ Jedi và đánh bại Đế chế Thiên hà. Trong bộ ba tiền truyện, ông là Đại sư phụ của Trật tự Jedi và là một trong những tướng cấp cao của quân đoàn vô tính trong chiến tranh vô tính. Trước khi ông mất trong Sự trở lại của Jedi ở tuổi 900, Yoda là nhân vật sống lâu nhất trong Star Wars canon, cho đến khi nhân vật Maz Kanata xuất hiện trong The Force Awakens.

## Khái niệm và sáng tạo
Frank Oz lồng tiếng Yoda trong mỗi bộ phim và sử dụng kỹ năng của mình như một người chơi rối trong bộ ba gốc và Chiến tranh giữa các vì sao: Tập I – Hiểm họa bóng ma. Đối với một số cảnh nhân vật đi lại trong Tập V và I, diễn viên lùn Deep Roy và Warwick Davis đóng vai trong trang phục Yoda (mặc dù cả hai không được ghi ở đoạn cuối). Trong khi Frank Oz là người biểu diễn chính, ông đã được hỗ trợ bởi vô số các nghệ sĩ rối khác, bao gồm: Kathryn Mullen (Tập V), Wendy Froud (tập V), David Barclay (Tập V-VI), Mike Quinn (Tập VI), David Greenaway (Tập I và VI), Don Austen (Tập I), và Kathy Smee (Tập I). Đối với các vở kịch phát thanh của The Empire Strikes Back và Return of the Jedi, Yoda được lồng tiếng bởi John Lithgow, trong khi Tom Kane lồng tiếng cho ông trong loạt phim hoạt hình Clone Wars, một số trò chơi điện tử và loạt Star Wars: The Clone Wars. George Lucas ban đầu đã định đặt tên đầy đủ của Yoda là "Minch Yoda" trước khi rút ngắn nó.
Nghệ sĩ trang điểm Stuart Freeborn tạo khuôn mặt của Yoda dựa trên một phần mặt của mình và một phần của Albert Einstein. Trong The Phantom Menace, ông được thiết kế lại để trông trẻ hơn. Ông được tạo ra bằng máy tính cho hai cảnh quay ở xa, nhưng vẫn chủ yếu là được quay bằng rối. Con rối được thiết kế lại bởi Nick Dudman từ thiết kế ban đầu của Stuart Freeborn.
Kết xuất với hoạt hình máy tính trong Chiến tranh giữa các vì sao: Tập II – Sự xâm lăng của người Vô tính và Chiến tranh giữa các vì sao: Tập III – Sự báo thù của người Sith, Yoda xuất hiện theo những cách không thể có trước đó, bao gồm các cảnh ông tham gia trong những cảnh chiến đấu phức tạp. Trong Revenge of the Sith, khuôn mặt của ông xuất hiện trong nhiều cảnh quay gần, đòi hỏi công việc CGI rất chi tiết. Rob Coleman chịu trách nhiệm về hiện thân mới của nhân vật trong bộ phim.
Yoda được tái tạo bằng CGI cho bản phát hành Blu-ray 2011 của The Phantom Menace. Một clip của CG Yoda mới trong The Phantom Menace lần đầu tiên được nhìn thấy trong featurette The Chosen One, bao gồm trong bản phát hành DVD năm 2005 của Revenge of the Sith. Bản phát hành trên rạp chiếu lại 3D năm 2012 của The Phantom Menace cũng có phiên bản CG của Yoda.

### Nhân vật
Đại sư phụ Jedi Yoda là một trong những bậc thầy Jedi lâu đời nhất, cứng cỏi và mạnh mẽ nhất trong vũ trụ Star Wars. George Lucas đã cố tình không khám phá nhiều chi tiết về tiểu sử cuộc đời của nhân vật và ông muốn nó được để trong màn bí mật. Giống loài của Yoda và quê nhà của ông không được đặt tên trong bất kỳ phương tiện truyền thông canon nào, và ông chỉ được cho là một "loài chưa biết" trong Star Wars Databank. Các mẫu giọng nói đặc trưng của Yoda đã được phân tích và thảo luận bởi các nhà ngôn ngữ học.